# 阿施措湖
阿施措湖是俄羅斯的湖泊，由普斯科夫州負責管轄，面積3.4平方公里，集水區面積36.3平方公里，平均水深8米，最大水深16米，該湖是多種魚類的棲息地。